# Liste des ministres lituaniens des Affaires étrangères
Pour un article plus général, voir Ministère des Affaires étrangères.
Cette page donne la liste des anciens et actuel ministres lituaniens des Affaires étrangères.
Depuis le 12 décembre 2024, dans le gouvernement Paluckas, Kęstutis Budrys est ministre des Affaires étrangères.

## Liste des ministres
| Ministre | Ministre | Ministre               | Intitulé                         | Parti     | Début            | Fin              | Gouvernement                           |
| -------- | -------- | ---------------------- | -------------------------------- | --------- | ---------------- | ---------------- | -------------------------------------- |
|          |          | Algirdas Saudargas     | Ministre des Affaires étrangères | TS-LKD    | 17 janvier 1990  | 17 décembre 1992 | Prunskienè Šimènas Vagnorius I Abišala |
|          |          | Povilas Gylys          | Ministre des Affaires étrangères | LDDP      | 17 décembre 1992 | 10 décembre 1996 | Lubys Šleževičius Stankevičius         |
|          |          | Algirdas Saudargas     | Ministre des Affaires étrangères | TS-LKD    | 10 décembre 1996 | 9 novembre 2000  | Vagnorius II Paksas I Kubilius I       |
|          |          | Antanas Valionis       | Ministre des Affaires étrangères | NS        | 9 novembre 2000  | 18 juillet 2006  | Paksas II Brazauskas I Brazauskas II   |
|          |          | Petras Vaitiekūnas     | Ministre des Affaires étrangères | Sans      | 18 juillet 2006  | 9 décembre 2008  | Kirkilas                               |
|          |          | Vygaudas Ušackas       | Ministre des Affaires étrangères | Sans      | 9 décembre 2008  | 26 janvier 2010  | Kubilius II                            |
|          |          | Audronius Ažubalis     | Ministre des Affaires étrangères | TS-LKD    | 29 janvier 2010  | 13 décembre 2012 | Kubilius II                            |
|          |          | Linas Linkevičius      | Ministre des Affaires étrangères | LSDP Sans | 13 décembre 2012 | 11 décembre 2020 | Butkevičius Skvernelis                 |
|          |          | Gabrielius Landsbergis | Ministre des Affaires étrangères | TS-LKD    | 11 décembre 2020 | 11 décembre 2024 | Šimonytė                               |
|          |          | Kęstutis Budrys        | Ministre des Affaires étrangères | Sans      | 12 décembre 2024 | En fonction      | Paluckas                               |